# Eurico Gomes
Eurico Monteiro Gomes (29 de setembro de 1955) é um treinador e ex-futebolista profissional português que atuava como defensa central. Eurico representou a Seleção Portuguesa de Futebol, no Campeonato Europeu de Futebol de 1984, semifinalista.
Palmares
- 6x Primeira Liga 85/86, 84/85, 81/82, 79/80, 76/77, 75/76
- 1x TAÇA DOS CAMPEÕES EUROPEUS 86/87
- 2X VENCEDOR DA TAÇA DE PORTUGAL 1984, 1982
- 3X VENCEDOR DA SUPERTAÇA DE PORTUGAL 1986, 1984, 1983
- 1x Taça dos clubes vencedores da Taças 83/84
- 4x Participante na Uefa-Cup 82/83, 81/82, 79/80, 78/79

Equipas:
Benfica Sub-19
FC Porto
Sporting
Benfica
Vitória FC
Treinador:
Cova da Piedade Treinador
Louletano Treinador
Al-Raed Treinador
Al-Wehda FC Treinador
Ethn. de Pireu Treinador
MC Orão Treinador
MC Orão Treinador
JSM Bejaia Treinador
Maia Treinador
Santa Clara Treinador adjunto
Tirsense Treinador
Paços Ferreira Treinador
UD Leiria Treinador
Tirsense Treinador
Académica OAF Treinador
Tirsense Treinador
Maia Treinador
Ovarense Treinador
Maia Treinador
CD Nacional Treinador
Varzim Treinador
Torreense Treinador
UD Leiria Treinador
Rio Ave FC Treinador